# Lise
A lise celular é o processo de destruição ou dissolução da célula causada pela rotura da membrana plasmática.
É um processo natural que ocorre em situações como a digestão ou na luta contra agentes infeciosos e pode ser reproduzida em laboratório. Faz parte da rotina diária em biologia celular e molecular, em bioquímica, etc, sendo usada em processos de purificação de organelos e proteínas e na extração de ácidos nucleicos (DNA ou RNA).
A desintegração da membrana, que provoca a morte da célula, pode ser induzida por agentes químicos, físicos e biológicos. O produto resultante desta destruição designa-se “lisado”.
Os detergentes são os principais agentes químicos com capacidade lítica. São compostos orgânicos que interferem nas interações proteína-proteína, lípido-lípido e proteína-lípido da membrana, desintegrando-a. Um exemplo de detergente usado em laboratório é o Triton X-100. Outro exemplo de lise físico-química é a lise por choque osmótico. Este fenómeno acontece quando a célula é colocada num meio hipotónico (menos concentrado do que o meio intracelular) fazendo com que uma grande quantidade de água entre na célula provocando um aumento da pressão intracelular seguido do rebentamento da célula. A função de lise celular do sistema complemento, um mecanismo efetor da imunidade humoral, assenta nesse mesmo princípio.
Os processos físicos que podem provocar a lise da célula são a sonicação, isto é a aplicação de ultrassons cujas vibrações geram tensões mecânicas na suspensão celular, e o choque térmico com rápido congelamento e descongelamento que gera a rotura devido à formação de cristais no citosol.
A lise celular também pode ser provocada por bactérias e vírus. Ocorre, por exemplo, no final do ciclo lítico na reprodução dos vírus. O exemplo mais comum é o caso dos bacteriófagos (ou fagos) que infetam bactérias e utilizam-nas para se multiplicar.
Um tipo particular de lise celular é a hemólise ou seja a destruição das hemácias. Este é um processo fisiológico normal que permite a renovação dos glóbulos vermelhos mas que, nalguns casos, devido a uma hemólise exagerada, pode levar ao aparecimento de uma anemia regenerativa.

## Bibilografia
- Lippi, G. et al. (2012). Hemolysis: An Unresolved Dispute in Laboratory Medicine. Berlin: de Gruyter.
- Reddy, C. A. et al. (2007). Methods for General and Molecular Microbiology. 3rd ed. Washington: American Society for Microbiology Press.
- Walker, J. M. and Rapley, R. (2000). Molecular biology and biotechnology. 3rd ed. Cambridge: Royal Society of Chemistry. p461-466.[1]